# Suzuki Masato
Masato Suzuki (sinh ngày 22 tháng 4 năm 1971) là một cầu thủ bóng đá người Nhật Bản.

## Sự nghiệp câu lạc bộ
Masato Suzuki đã từng chơi cho Urawa Reds.